# Sistotrema farinaceum
Sistotrema farinaceum é uma espécie de fungo pertence à família Hydnaceae.